# Mayridia pulchra
Mayridia pulchra är en stekelart som beskrevs av Mercet 1921. Mayridia pulchra ingår i släktet Mayridia och familjen sköldlussteklar.
Artens utbredningsområde är:
- Bulgarien.
- Ungern.
- Kazakstan.
- Rumänien.
- Spanien.
- Sverige.
- Armenien.
- Azerbajdzjan.
- Turkmenistan.
- Tadzjikistan.
- Moldavien.
- Ukraina.
- Kroatien.

Arten är reproducerande i Sverige. Inga underarter finns listade i Catalogue of Life.